# Den store Gevinst (film fra 1919)
 For alternative betydninger, se Den store Gevinst. (Se også artikler, som begynder med Den store Gevinst)
Den store Gevinst er en dansk stumfilm fra 1919 instrueret af Lau Lauritzen Sr. og efter manuskript af Einer Andreasen.

## Handling
Denne artikel mangler et handlingsreferat. Hjælp os med at skrive det.

## Medvirkende
- Aage Bendixen, Fjums, tapetserer
- Xenia Lundstedt, Fru Fjums
- Lauritz Olsen, Noppeman, trapezkunstner
- Carl Schenstrøm, Løjbjerg, filosof
- Henry Nielsen